# Leakey (Teksas)
Leakey – miasto w Stanach Zjednoczonych, w stanie Teksas, w hrabstwie Real. W 2000 roku liczyło 387 mieszkańców.